# Ilha de Unhocomo
Ilha de Unhocomo är en ö i Guinea-Bissau. Den ligger i den västra delen av landet, 110 km sydväst om huvudstaden Bissau. Arean är 16,0 kvadratkilometer.
Terrängen på Ilha de Unhocomo är mycket platt. Öns högsta punkt är 28 meter över havet. Den sträcker sig 4,4 kilometer i nord-sydlig riktning, och 7,5 kilometer i öst-västlig riktning.